# Тор: Любовь и гром (саундтрек)
Тор: Любо́вь и гром (оригинальный саундтрек) — альбом саундтреков к фильму «Тор: Любовь и гром» (2022) от студии Marvel Studios, написанный Майклом Джаккино и Нами Мелумад. Альбом саундтреков был выпущен 6 июля 2022 года лейблом Hollywood Records.

## Предыстория
В декабре 2021 года Майкл Джаккино объявил, что напишет музыку для фильма «Тор: Любовь и гром»; ранее он составлял композиции для «Доктора Стрэнджа» (2016) и трилогии КВМ о Человеке-пауке (2017—2021), а также для предыдущего фильма Вайтити, «Кролик Джоджо» (2019). Альбом саундтреков, включающий в себя оригинальные темы Джаккино, а также музыку, написанную Джаккино и Нами Мелумад, был выпущен лейблами Hollywood Records и Marvel Music 6 июля 2022 года. Сингл «Mama’s Got a Brand New Hammer», заглавная сюита фильма, вышел 30 июня.

## Трек-лист
Вся музыка написана Майклом Джаккино и Нами Мелумад.
| №                   | Название                               | Длительность |
| ------------------- | -------------------------------------- | ------------ |
| 1.                  | «Mama’s Got a Brand New Hammer»        | 6:10         |
| 2.                  | «Just Desert»                          | 2:25         |
| 3.                  | «Indigarr with the Diva»               | 1:44         |
| 4.                  | «The Not Ready for New Asgard Players» | 1:39         |
| 5.                  | «See Jane Thor»                        | 1:08         |
| 6.                  | «Distressed Out»                       | 2:38         |
| 7.                  | «Gorr Animals»                         | 2:33         |
| 8.                  | «A Gorr Phobia»                        | 2:08         |
| 9.                  | «The Ax Games»                         | 1:21         |
| 10.                 | «Thorring to New Heights»              | 0:57         |
| 11.                 | «Show Intel»                           | 2:53         |
| 12.                 | «We’re Not Emos We’re Gods»            | 0:51         |
| 13.                 | «The Zeus Fanfares»                    | 1:26         |
| 14.                 | «I Was in the Pool!»                   | 2:25         |
| 15.                 | «Saving Face»                          | 3:09         |
| 16.                 | «Utter Lunarcy»                        | 1:24         |
| 17.                 | «Think on Your Defeat»                 | 1:41         |
| 18.                 | «Bedside Hammer»                       | 1:35         |
| 19.                 | «Temple-itis»                          | 1:38         |
| 20.                 | «Surely, Temple»                       | 1:01         |
| 21.                 | «The Power of Thor Propels You»        | 2:01         |
| 22.                 | «Foster? I Barely Know Her!»           | 3:06         |
| 23.                 | «Jane Stop This Crazy Thing»           | 2:52         |
| 24.                 | «One Wish to Rule Them All»            | 2:58         |
| 25.                 | «All’s Fair in Love and Thor»          | 1:44         |
| 26.                 | «Bawl and Jane»                        | 1:23         |
| 27.                 | «The Kids Are Alright»                 | 1:21         |
| 28.                 | «The Ballad of Love and Thunder»       | 8:12         |
| Общая длительность: | Общая длительность:                    | 59:03        |

## Дополнительная музыка
Режиссёр Тайка Вайтити хотел, чтобы музыка отражала эстетику фильма и его «напыщенную, шумную, цветастую палитру». В фильме звучит песня «Sweet Child o’ Mine» группы Guns N’ Roses, одной из любимых групп Вайтити, которая по его словам помогает «передать ощущение безумного приключения, [визуально] показанного на экране»; песня также использовалась в рекламной кампании фильма. Также звучит песня «Rainbow in the Dark» группы Dio, согласно заявлению Венди Дио, вдовы участника группы Ронни Джеймса Дио